# Histoire de Prague
L'histoire de Prague se déroule sur deux millénaires pendant lesquels la ville s'est développée d'un noyau d'habitation entre Vyšehrad et l'oppidum du château de Prague en une ville multiculturelle, capitale de l'État européen moderne qu'est la République tchèque.

## Avant les grandes invasions
La région de Prague est peuplée dès le paléolithique. Comme le reste de la Bohême, Prague est tout d'abord habitée par les Boïens, un peuple celte qui arrive ici aux environs de l'an -200[réf. nécessaire] et qui occupe l'oppidum de Závist, situé à quelques kilomètres au sud de la ville actuelle. Ils sont chassés de la région par les Marcomans, une tribu germanique puis les Avars les remplacent avant de partir vers l'ouest sous la pression des Slaves qui s'y installent au VIe siècle.

## Capitale du duché puis royaume de Bohême

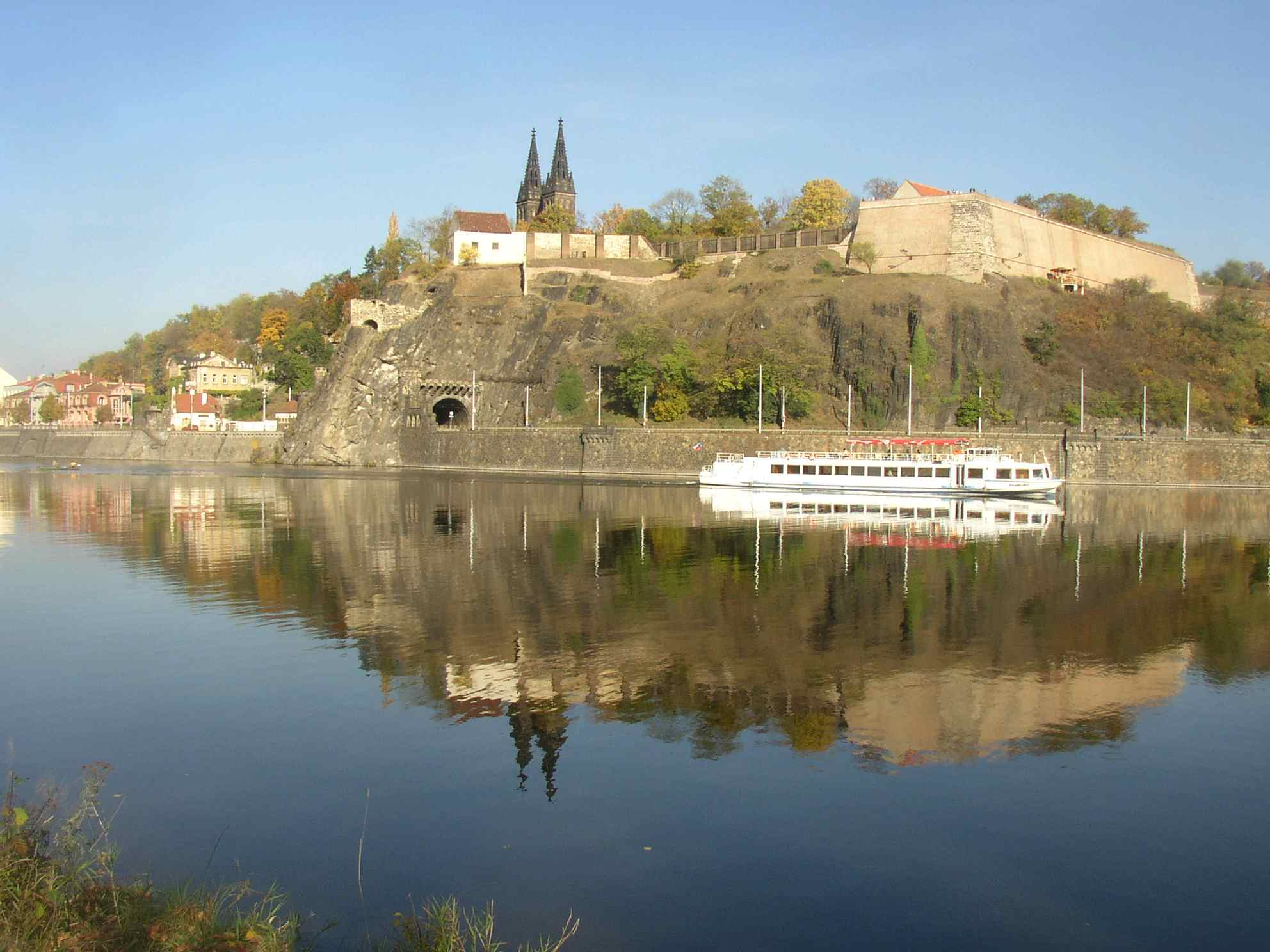
Forteresse de Vyšehrad vue depuis la rive gauche de la Vltava.

Selon la légende colportée par Cosmas de Prague, la ville est fondée par la princesse Libuše et son mari Přemysl, également fondateur (mythiques) de la dynastie des Přemyslides. Que la légende soit vraie ou fausse, des fouilles archéologiques attestent de la présence humaine au IXe siècle sur les hauteurs de Vyšehrad, sur la rive droite de la Vltava, et celles du futur château de Prague sur la rive gauche.
Située au centre des plaines de Bohême, au croisement des routes commerciales est-ouest et nord-sud qui traversent l'Europe, Prague se développe pour devenir la capitale du duché des Přemyslides et un centre commercial : la première trace écrite mentionnant Prague, en 965, est le fait d'un voyageur, marchand juif d'Andalousie, Ibrahim ibn Ya'qub, qui y note la présence d'un petit groupe de commerçants juifs rencontrés dans cette ville. Il indique : « Les Russes et les Slaves y viennent de leurs villes royales avec leurs biens. Et les musulmans, les juifs et les Turcs y arrivent aussi depuis le pays des Turcs avec des marchandises et des monnaies. »
La ville devient évêché en 973.

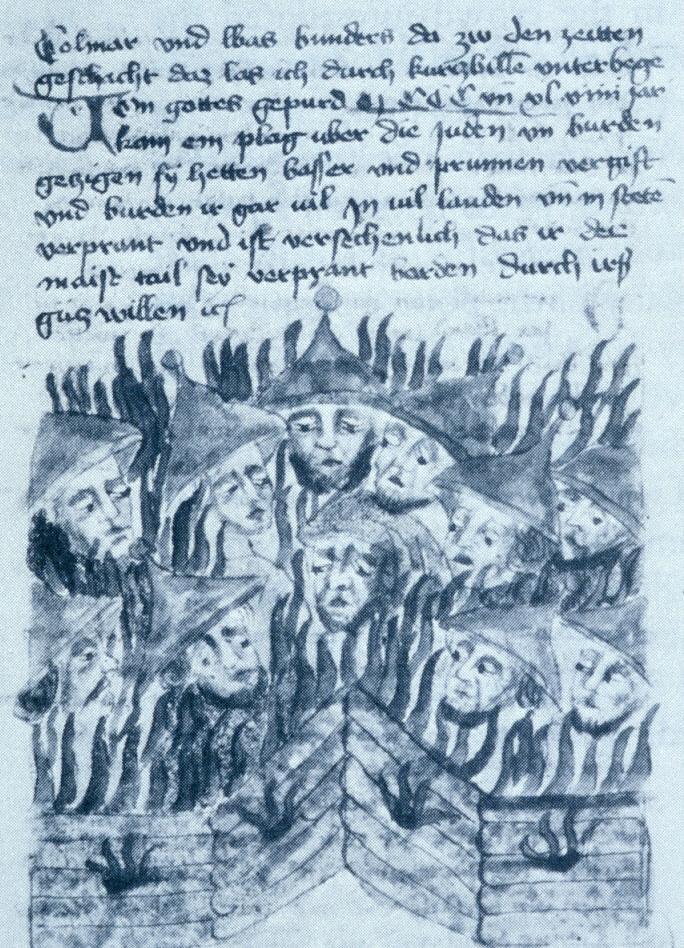
Juifs brûlés et tués par le prêtre Volkmar lors de la Première croisade, Prague, XIe

Dès 1096, après d'autres villes d'Europe, la communauté juive de Prague subit la persécution pendant la première croisade (croisade populaire mais aussi barons croisés) avec son lot de massacres et de baptêmes forcés. À partir de cette date, le ghetto du Josefoc est muré. L'antijudaïsme activiste est condamnné par Henri IV (empereur du Saint-Empire) et l'Église catholique dans son ensemble. Une partie de la population s'enfuit en (Petite) Pologne en 1098, à la suite d'une sorte de premier pogrom officiel : persécutions, conversions forcées. Les positions juives dans le commerce sont en partie reprises par les commerçants allemands.
En 1170, Vladislav II fait construire, en bois, le premier pont sur la Vltava, le pont de Judith qui, écroulé en 1342 sera remplacé par un pont de pierre, le célèbre pont Charles.
Sobeslav II, roi de Bohême (1173-1179) accorde une charte à la ville de Prague et un premier privilège à la communauté juive.
Ottokar II fonde Malá Strana en 1257 qui reçoit alors une charte municipale et héberge la communauté allemande qui s'autoadministre selon les droits de Magdebourg. Par son Statuta Judaeorum (cs), il accorde de nouveaux droits civils aux Juifs. Sur l'autre rive de la Vltava, la Vieille Ville de Prague se développe autour de son noyau historique de Týn et est peuplée de Tchèques et d'une communauté juive dans ce qui deviendra Josefov.

## Capitale du Saint-Empire

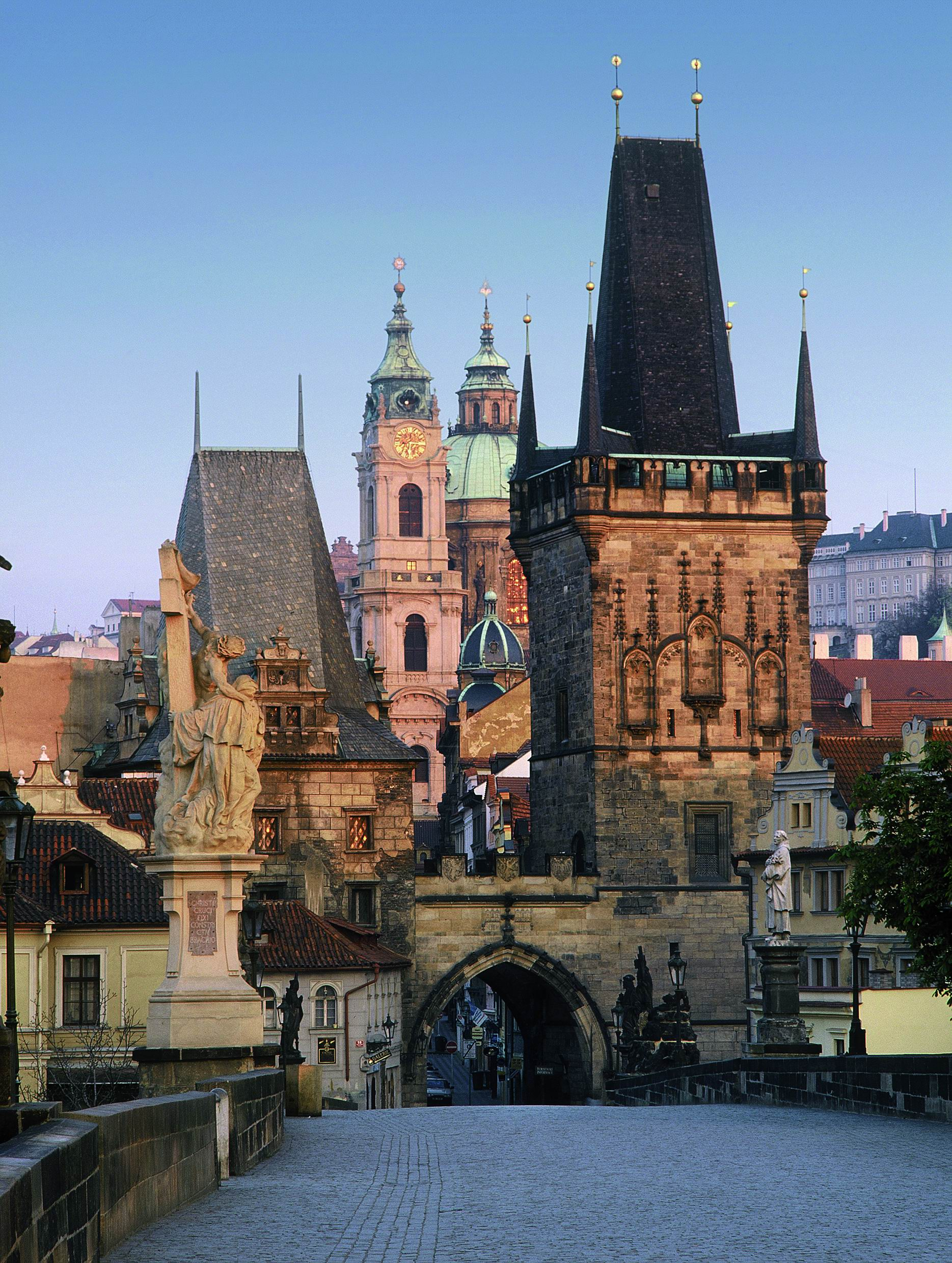
Tour gothique du pont Charles.

Incorporée à partir de 962 au Saint-Empire romain germanique, la Bohême connaît un âge d'or au Moyen Âge. Charles IV du Saint-Empire est un prince énergique qui, avant même de devenir empereur, transforme radicalement la ville. En 1344 celle-ci est élevée au rang d'archevêché (élévation qui entraîne la reconstruction, en style gothique de la cathédrale Saint-Guy de Prague) et à laquelle il adjoint, en 1347 la Nouvelle-Ville de Prague qui double la superficie de la Vieille-Ville enserrée dans ses murailles du XIIIe siècle.
Pour faire face à la croissance démographique de sa capitale, le 3 avril 1347, Charles IV signe un décret décidant la plus grande opération d'urbanisme du Moyen Âge, qui n'a pas son égal dans l'Europe du XIVe siècle. Il décide de réunir les divers quartiers extérieurs pour en faire une ville neuve. Le plan d'urbanisation témoigne d'une volonté de rigueur, tant pour les règles et les délais de construction que pour le dessin géométrique des rues. Malgré la stabilité qu'il apporte, la hiérarchie catholique oblige Charles IV à signer un décret pour le port d'un chapeau juif discriminant.
Jean Ier de Bohême (1296-1346), roi de Bohême (1310-1346) surtout réputé hors de Bohême, fait régner une forme de terreur sur la communauté juive de la ville : pillages, destructions, arrestations, rançons.
1348 est marquée par la fondation de l'université Charles de Prague, la première université d'Europe centrale et première université allemande. Cette université aura pour premier recteur le prédicateur et réformateur religieux Jan Hus. Enfin, en 1355, Charles IV fait de Prague la capitale du Saint-Empire romain germanique. En 1357, la construction du pont Charles est entreprise pour remplacer le pont de Judith détruit lors de la fonte des neiges en 1342.
En 1389, un incident anti-catholique entraîne une allégation antisémite de profanation d'hostie qui provoque une grave émeute encouragée par les prêtres au cours de laquelle meurent 3 000 Juifs du ghetto de Prague, lors de la Pâque juive,. Jean de Goerlitz, sous ce prétexte, ordonne l'année suivante l'expulsion de tous les Juifs de Görlitz (en Basse-Lusace ou Silésie).
Prague est alors la troisième ville la plus peuplée d'Europe. C'est un centre culturel et religieux de première importance et c'est ici que naissent les premiers balbutiements de la Réforme avec Jan Hus qui prêchant en la chapelle de Bethléem contre les abus de la hiérarchie catholique, en particulier contre le trafic des indulgences. Il sera excommunié puis sa mise à mort pour hérésie, en 1415, sur le bûcher, lors du concile de Constance met le feu aux poudres en Bohême et marque le début des croisades contre les Hussites.
En 1419, les Hussites prennent le contrôle de la ville, l'empereur Sigismond envoie une armée pour reprendre possession de la ville mais celle-ci est défaite. Ce n'est qu'à la bataille de Lipany, en 1434, que les Pragois seront mis en déroute. Toujours insoumise, la diète de Bohême, réunie dans l'hôtel de ville de la Vieille-Ville, élit pour roi Georges de Poděbrady le 27 février 1458. Préférant un souverain slave plutôt qu'un Habsbourg, la diète élit Vladislas Jagellon en remplacement de Georges Ier. Mais sa fille, Anne Jagellon épouse Ferdinand d'Autriche, selon un accord dynastique arrangé par Maximilien Ier du Saint-Empire en 1515, et la ville repasse bientôt sous domination habsbourgeoise.

## Sous les Habsbourg

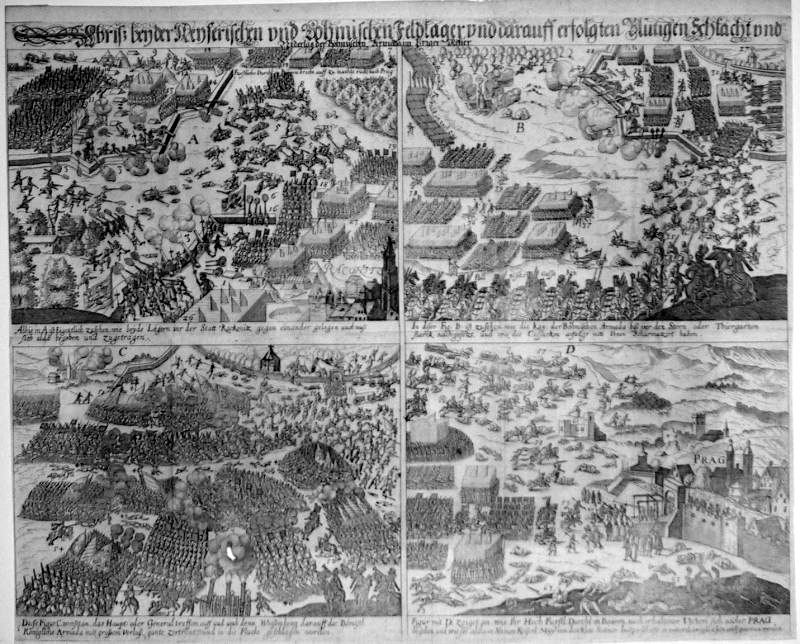
Gravure d'époque représentant la bataille de la Montagne-Blanche.

### Au cœur des conflits européens
En 1526, après une succession de rois faibles, les Habsbourg autrichiens s'emparent de la couronne de Bohême pour établir un règne qui dura quatre cents ans. Sous les Habsbourg, Prague est avec Vienne et Budapest l'une des trois capitales de l'empire et balance entre des mouvements sporadiques de révolte (celle de la diète des États de Bohême en 1547 par exemple, réprimée par Ferdinand Ier) et de soumission, le plus souvent imposée. En conséquence, les privilèges municipaux, son influence politique et son indépendance vont en diminuant tout au long de la période.
En 1541 est promulgué un arrêt signant l'expulsion des juifs de la ville, avec l'accord du souverain, à l'exception de quelques familles qui paient pour pouvoir rester ou revenir. En 1543, les Juifs ayant précédemment perdu leurs droits, fuient massivement. Seul reste le ghetto de Prague, où la population doit porter un morceau de tissu jaune bien visible sur la poitrine gauche, imposé par un nouvel arrêt de Ferdinand 1er en 1551.

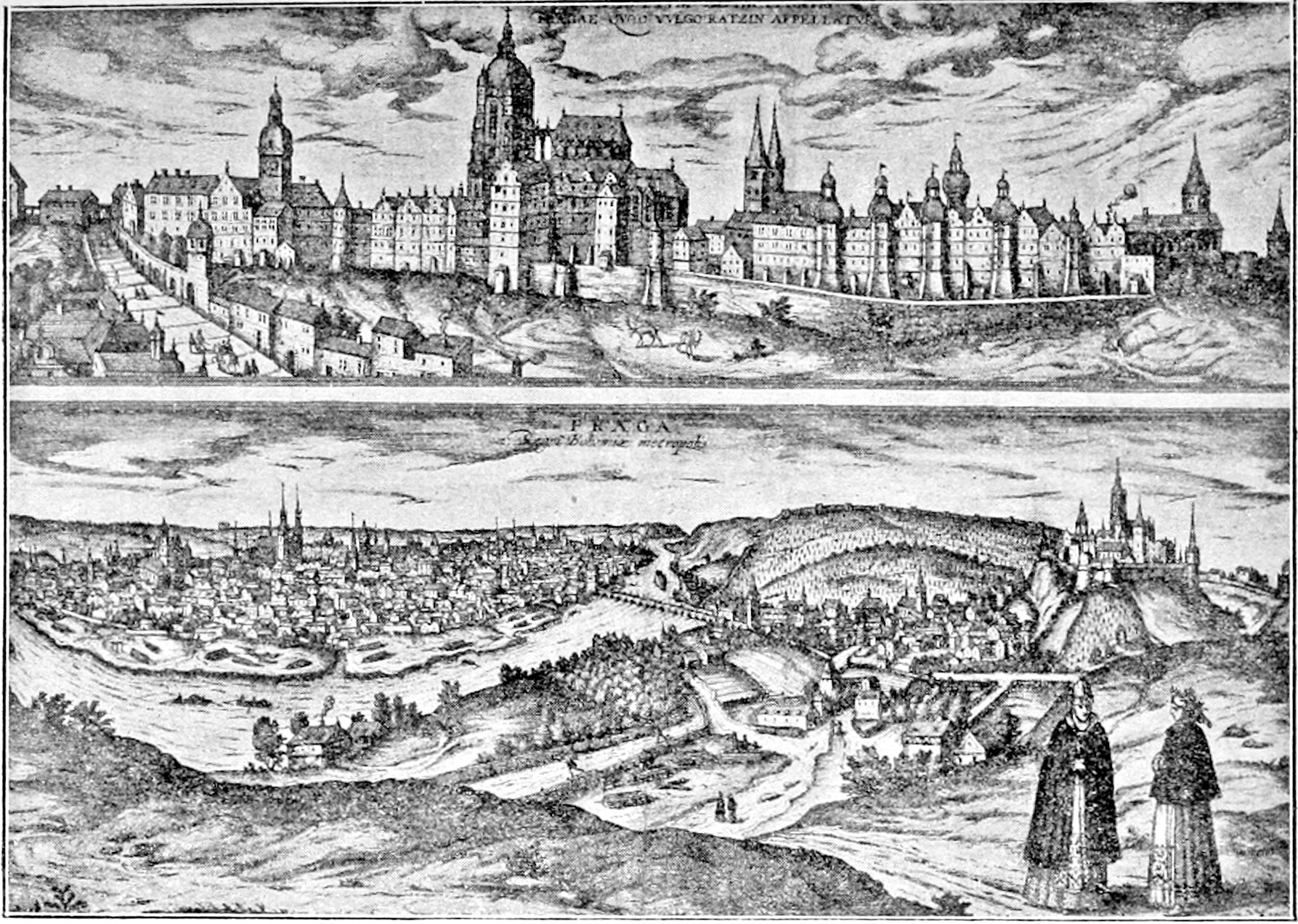
Vues du château de Prague et de Prague, The Story of Prague par Francis Lützow, dessins de G. Hoefnagel, 1588

De 1583 à 1612, sous le règne de Rodolphe II du Saint-Empire qui y apporte l'esprit de la Renaissance, Prague est de nouveau capitale impériale. Au moins un pogrom y a lieu en 1611. La ville connaît une ère de prospérité culturelle à laquelle met fin la défenestration de Prague (1618) qui déclenche la guerre ouverte de la noblesse tchèque, largement protestante, envers le pouvoir impérial (et catholique) des Habsbourg et, au niveau européen, la guerre de Trente Ans. La ville ne se relèvera qu'à partir du XVIIIe siècle, en pleine époque baroque, style qui marqua nombre de palais et d'églises.
La défaite des armées tchèques à la bataille de la Montagne Blanche en novembre 1620 et la décapitation, place de la Vieille-Ville, des vingt-sept meneurs de la révolte marquent, pour longtemps, la fin des espoirs d'indépendance des États de Bohême.

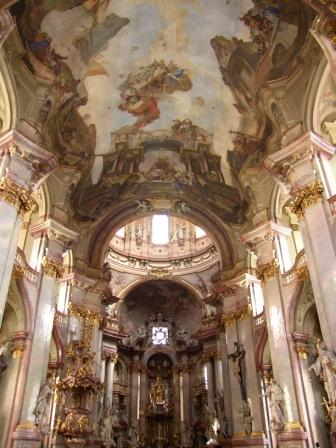
L'église Saint-Nicolas de Malá Strana, symbole de la Contre-Réforme en Bohême.

Sur le plan religieux, la Contre-Réforme bat alors son plein, les Tchèques protestants (dont le plus célèbre est sans conteste Comenius) sont contraints de se convertir ou de s'exiler. Sur le plan politique, en 1627, Ferdinand II annule la charte de Vladislav Jagellon (1500) et impose la Constitution renouvelée du pays (en allemand : Verneuerte Landesordnung, en tchèque : Obnovené zřízení zemské) qui impose la germanisation de l'enseignement et de l'administration.
La paix de Prague y est signée en 1635 entre l'empereur et certains princes allemands protestants. En 1648, à la fin de la guerre de Trente Ans, la rive gauche de la ville (Hradčany et Malá Strana) est envahie et pillée par les armées protestantes suédoises peu avant que les traités de Westphalie ne mettent fin aux hostilités qui ont mis l'Europe centrale à feu et à sang.
S'ensuit un siècle de paix qui voit la ville s'embellir avec l'édification de chefs-d'œuvre baroques comme l'église Saint-Nicolas de Malá Strana, les palais Kinský et Šternberk, l'archevêché de Prague et la complétion baroque du château de Prague.
En 1689, un incendie dans la Vieille ville se propage dans le ghetto, détruisant 318 maisons et 11 synagogues. En 1726, Charles VI (1685-1740) établit un droit de la famille (de) visant à limiter le nombre de Juifs : un seul fils par famille juive a le droit de se marier et fonder une famille. En conséquence, une grande partie de la communauté fuit. Cette loi reste valide (théoriquement) jusqu'en 1859.
En 1741, la guerre de Succession d'Autriche voit l'arrivée des troupes de Frédéric II de Prusse, alliées à l'armée française du Maréchal de Belle-Isle qui mettent le siège et prennent la ville. Lors de la seconde guerre de Silésie (1744-1745), la communauté juive est accusée de soutenir la Prusse qui occupe alors Prague : dès la fin de la présence prussienne, le ghetto est perquisitionné et les Juifs expulsés par Marie-Thérèse d'Autriche (1717-1780)  : 13 000 juifs quittent la ville. Devant le désastre économique ainsi provoqué, en 1748, l'impératrice accorde aux Juifs un séjour temporaire de dix ans, obligatoirement dans le ghetto devenu insalubre, assorti de fortes taxes.
Peu après, lors de la guerre de Sept Ans, la bataille de Prague, le 6 mai 1757 marque la victoire des Prussiens sur les Autrichiens et les Russes mais, malgré leur victoire, les Prussiens ne peuvent s'emparer de Prague.
En 1781, est signé l'Édit de tolérance (Toleranzpatent) par l'empereur Joseph II, qui garantit la liberté de religion à tous les sujets catholiques et protestants (et serbes-orthodoxes) de l'Empire des Habsbourg, et leur égalité d'accès à la vie publique (emplois publics, université, corps de métier…). La non inclusion des chrétiens orthodoxes et des Juifs est ensuite corrigée par d'autres édits qui leur accorde aussi quelques autres droits. Cependant, les Juifs sont tenus de remplacer par l'allemand le yiddish et l'hébreu en toute circonstance, et de prendre des noms allemands. Le joséphisme est la version autrichienne du despotisme éclairé.
Après des émeutes anti-juives en 1844, les Juifs obtiennent obtiennent l'égalité, deviennent citoyens de l'empire et les lois de restrictions familiales sont abolies.
Le 12 février 1784 est une date importante dans l'histoire de Prague : elle naît alors officiellement de la fusion des quatre villes originelles que sont :
- Hradčany, le quartier « noble » autour du château de Prague ;
- Malá Strana, le « Petit-Côté » sis entre Hradčany et la Vltava ;
- la Vieille Ville de Prague ;
- la Nouvelle Ville de Prague, créée en 1348.

« Prague métropole royale » (son nom officiel, Královské hlavní město Praha en tchèque) est la seconde ville de l'Empire avec soixante-seize-mille habitants et 143 hectares. Josefov, le ghetto juif au sein même de la Vieille Ville conserve encore un statut séparé et autonome.

### LeXIXesiècleou l'inexorable montée du nationalisme tchèque

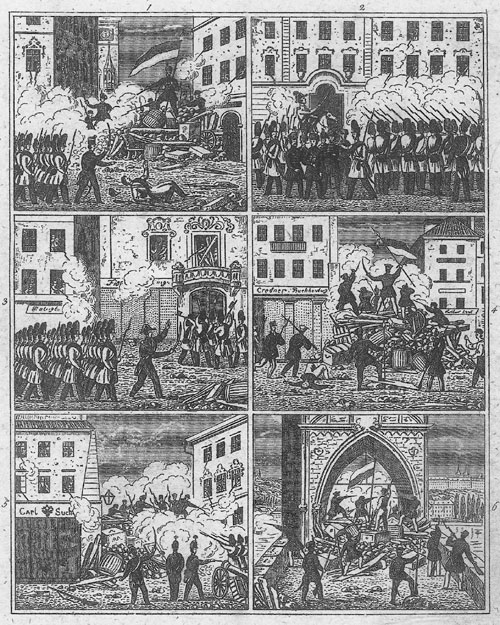
1848, le Printemps des Peuples affecte aussi Prague.

Administrativement, « Prague métropole royale » absorbe ses satellites au fur et à mesure : Josefov en 1850, Vyšehrad en 1883, puis Holešovice et Bubny un an plus tard, suivis de Libeň en 1901. Mais Prague au XIXe siècle est surtout marquée par l'essor du nationalisme tchèque. Beaucoup de la population est partagée entre les deux mondes qui divisent la ville: germanique d'une part, et tchèque, assez germanophobe et hostile à l'empire d'autre part, déchirure que connut Franz Kafka durant toute sa vie.
La révolution industrielle marque la Bohême en général et enrichit la ville en particulier.
En 1848, toute l'Europe démocratique se soulève contre ses monarques et Prague est l'un des centres les plus radicaux en la matière. Cependant, le Prince de Windisch-Graetz entre dans la ville le 27 juin 1848, et dissout dans le sang la Diète tchèque.

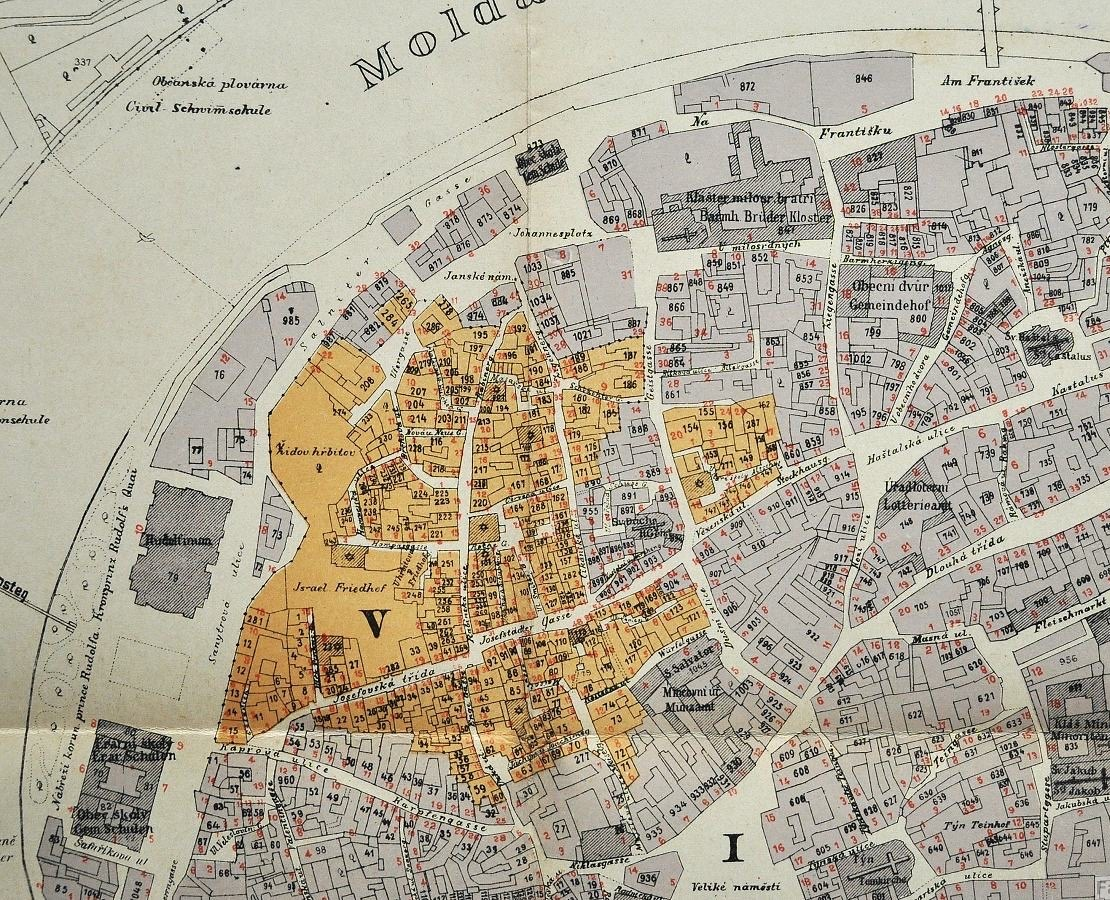
Plan de Josefov en 1891

La résidence des Juifs dans le ghetto n'étant plus obligatoire depuis 1849, l'année suivante, ce quartier est incorporé à Prague sous le nom de Josefstadt (Josefov), comme cinquième district. Son insalubrité entraînant une surmortalité, il sera détruit dans le cadre d'un programme d'assainissement des vieux quartiers de Prague, au début du XXe siècle.
Prague, où se côtoient toujours et s'affrontent souvent Tchèques, Allemands et Juifs, devient un véritable « bouillon de culture ». La rivalité entre les communautés marque l'architecture de la ville : au Théâtre national tchèque (projeté dès 1844, achevé en 1881) fait pendant le Neuer Deutscher Theater (1883-1888) ; la Galerie nationale à Prague abrite, depuis 1796, les collections de la noblesse (pro-allemande) de Bohême ? qu'à cela ne tienne, les Tchèques fondent en 1818 leur Musée patriotique de Bohême. La ville voit également la construction de l'église Saint-Prokop à Žižkov, de l'église Sainte-Ludmila dans Vinohrady, de la basilique de Vyšehrad, etc. Le Rudolfinum, offert en 1885 à la « nation tchèque » par la première banque du royaume de Bohême est, sage compromis, dédié au prince-héritier Rodolphe de Habsbourg.

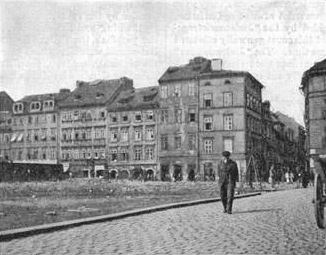
Prague en 1900

Les fortifications du Moyen Âge sont progressivement abattues pour faire place à une ville en pleine croissance (elle atteint le demi-million d'habitants à la fin du siècle) : la gare centrale de Prague (construite en 1871 et appelée « gare de l'empereur François-Joseph Ier » jusqu'en 1918), le Musée national, l'Opéra allemand, etc., comme à Vienne avec le Ring, occupent l'espace laissé libre par des murailles obsolètes sinon inutiles.

Les Tchèques prennent peu à peu le pouvoir et leur revanche : ils ont la majorité du premier conseil municipal en 1861.

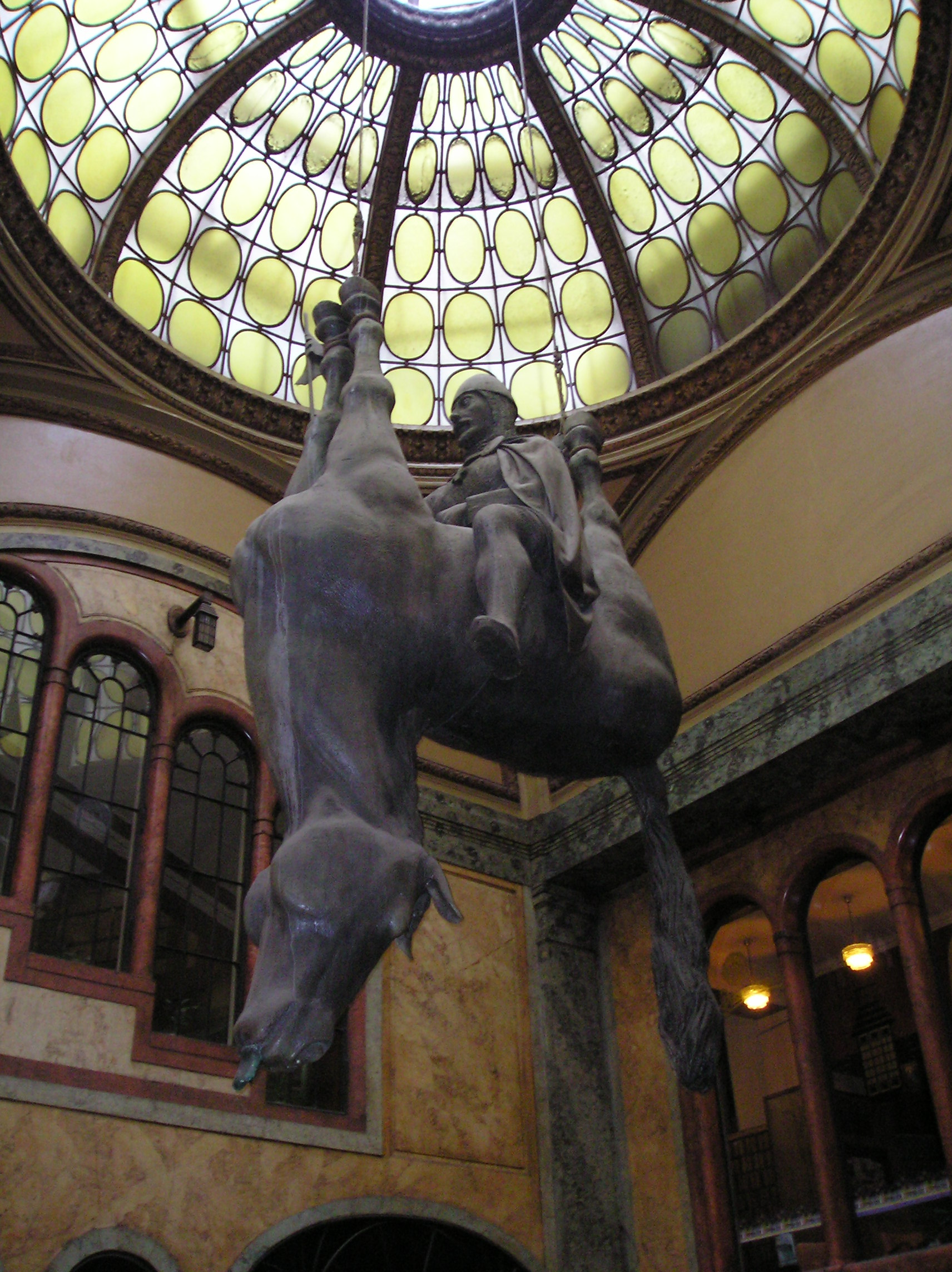
Lucerna passage, place Venceslas. Dans l'Art nouveau, les créateurs utilisent le métal et le verre pour construire des bâtiments en rupture avec la tradition.

À partir de 1871, Prague est le centre des écrivains et des artistes de Bohême. Franz Kafka naîtra en 1883.
En 1884, la municipalité met en place un plan de régulation de la Vltava et entreprend, en parallèle, l'assainissement du quartier de Josefov, peu ou prou rasé et reconstruit selon des critères hygiénistes avec rues larges, tout-à-l'égout, gaz, etc. Quelques années plus tard, elle se dote du tramway.
En 1900, la plupart de l'ancien ghetto juif disparaît et en 1913, presque tous les bâtiments étant reconstruits ou rénovés, on ne remarque que peu de différences entre les quartiers.

#### Un renouveau artistique
Apparu pour la première fois avec l'exposition du jubilé de 1891, l'Art nouveau, appelé Secese à Prague, s'impose rapidement comme en témoignent de nombreux édifices : Maison municipale, la gare principale, l'hôtel central dans la rue Hybernska, la tour de Petřin, le palais industriel à Holešovice, l'hôtel Evropa, la statue de Jan Hus sur la place de la vieille ville…
Les décennies d'Art nouveau furent interrompues par la Première Guerre mondiale, le style paraissant alors frivole et même décadent. Mais il avait eu le temps de marquer la cité, en particulier la Nouvelle ville et le quartier juif qui connurent d'importantes réhabilitations à cette période. À la fin des années 1920, c'est le fonctionnalisme qui s'impose. Dans les mêmes années est achevée la cathédrale Saint-Guy, avec des ajouts Art nouveau.

## Capitale de la Tchécoslovaquie
L'indépendance de la Tchécoslovaquie est proclamée le 28 octobre 1918. À Prague, devenue capitale du nouvel État, plusieurs symboles de la monarchie autrichienne sont alors détruits, comme la colonne de la place de la Vieille-Ville et nombre de rue rebaptisées.

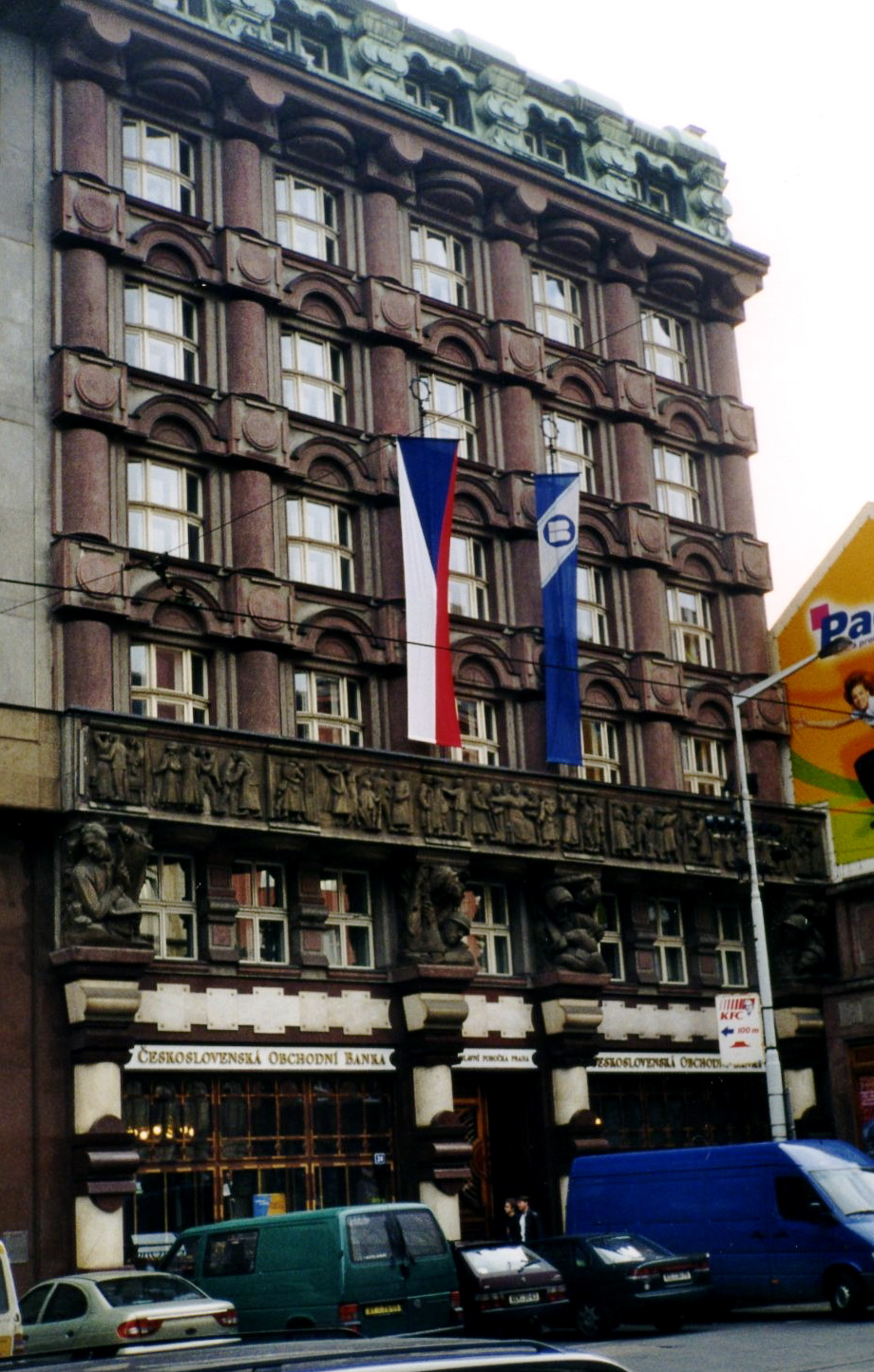
Légiobanka, un exemple du rondocubisme.

La ville est modernisée et étendue. En 1922, la Grande Prague est fondée qui englobe ses faubourgs jusqu'alors indépendants comme Vinohrady, Žižkov, Dejvice, Smíchov, Střešovice ou Košíře. Elle connaît un développement urbain sans précédent, se voit adjoindre nombre de théâtres, un aéroport à Kbely, la place Venceslas est refaite, en 1928, pour faire place au trafic automobile, la cathédrale Saint-Guy est achevée en 1929 à temps pour fêter dignement le millénaire de la mort de saint Venceslas.
La crise de 1929 ralentit ce développement sans pour autant l'arrêter. L'aéroport de Prague-Ruzyně est alors mis en service ainsi que le grand magasin Bílá Labuť construit en style Bauhaus. En 1938, Prague compte un million d'habitants.

### Prague cubiste
Le cubisme tchécoslovaque connaît une vogue toute particulière et descend des cimaises dans la rue. À Prague et à Hradec Králové, le cubisme est mis en œuvre par des architectes comme Pavel Janák, Josef Gočár ou Josef Chochol qui créent ce style typiquement tchécoslovaque : le rondocubisme. Un quartier entièrement cubiste se construit à Vyšehrad.

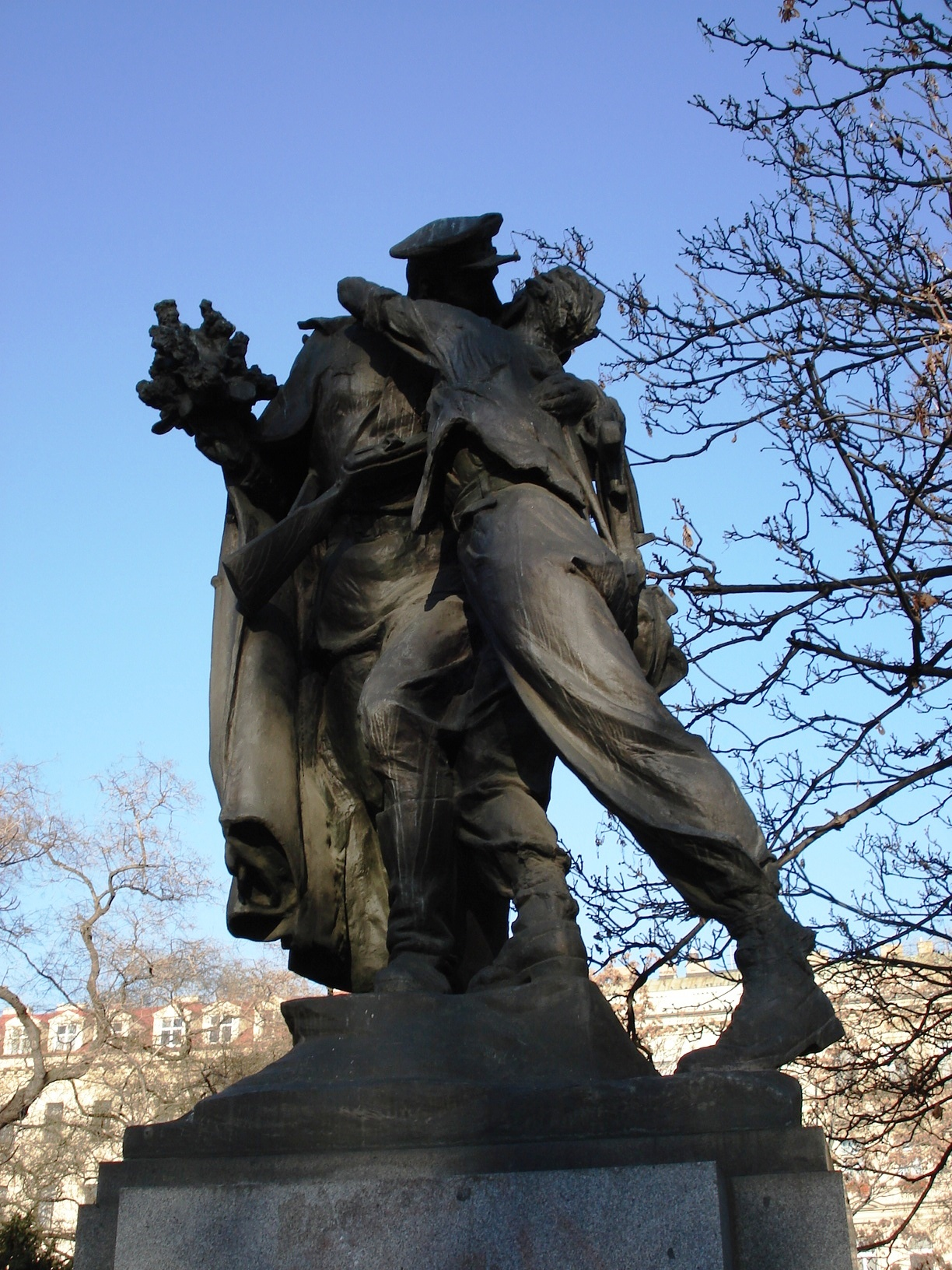
Monument de la Libération, un résistant tchèque embrasse un soldat de l'Armée Rouge.

### Durant la Seconde Guerre mondiale
Peu avant la Seconde Guerre mondiale, Prague accueille les réfugiés tchèques expulsés des Sudètes rattachés au Troisième Reich à la suite des accords de Munich. Le 15 mars 1939, la Bohême-Moravie est conquise dans son intégralité et Adolf Hitler parade au château de Prague. Les universités et grandes écoles sont fermées et les manifestations estudiantines réprimées dans le sang. Le 27 mai 1942, dans Hradčany, un attentat coûte la vie au SS-Obergruppenführer Reinhard Heydrich, surnommé « le boucher ».
Prague perd une part importante, sinon en nombre du moins en ce qu'elle participait indéniablement au rayonnement culturel de la ville, de sa population. Exilés, suicidés (comme le poète Jiří Orten) ou déportés au camp de concentration de Theresienstadt ou ailleurs, la communauté juive de Prague est — littéralement — décimée. Parmi les survivants à la Shoah, de nombreux Juifs, incapables de retrouver la propriété de leur appartement, maison ou entreprise (nationalisée), préfèrent rejoindre la Palestine.

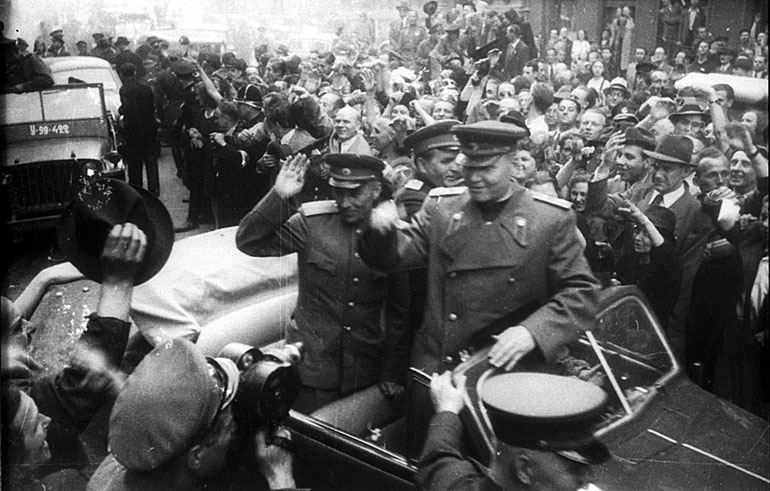
Le maréchal Ivan Koniev lors de la libération de Prague, en mai 1945.

Il faut attendre les derniers jours des hostilités pour que, le 5 mai 1945 pour qu'une Résistance largement improvisée autour d'un Conseil national tchèque (Česká národní rada ou ČNR)  prenne la tête de l'insurrection et libère la ville. Plus de 1 600 barricades sont montées dans la ville et quelque 30 000 hommes et femmes tchèques se battent pendant trois jours contre 37 000 soldats de la Wehrmacht soutenus par des chars et de l'artillerie. Le 8 mai, les troupes allemandes capitulent. L'US Army qui a déjà pris Plzeň, laisse, selon des accords préalables, l'Armée rouge « libérer » Prague le 9 mai 1945.

### Sous le communisme
Peu après la Seconde Guerre mondiale, le Parti communiste tchécoslovaque monte en puissance, en partie grâce à la désillusion quant à la situation politique d'avant-guerre et en partie grâce au prestige de l'Armée rouge qui vient de libérer le pays. Les élections de 1946 et de 1948 donnent la majorité aux communistes à Prague. En février 1948, le Parti communiste s'empare de la totalité du pouvoir, à l'occasion du coup de Prague.
Après la Shoah, l'antisémitisme est parfois d'État, comme pour le Procès de Prague (1952), ou procès de Rudolf Slánský (1901-1952) où sur les quatorze accusés, onze sont juifs et sur les onze exécutés, huit sont juifs.
Un impressionnant monument à la gloire du camarade Staline est construit sur le front du parc de Letná qui domine la Vieille Ville de Prague : ouvriers, kolkhoziens et soldats se pressent derrière le « petit père des peuples » en un ensemble, sinon grandiose, du moins impressionnant.

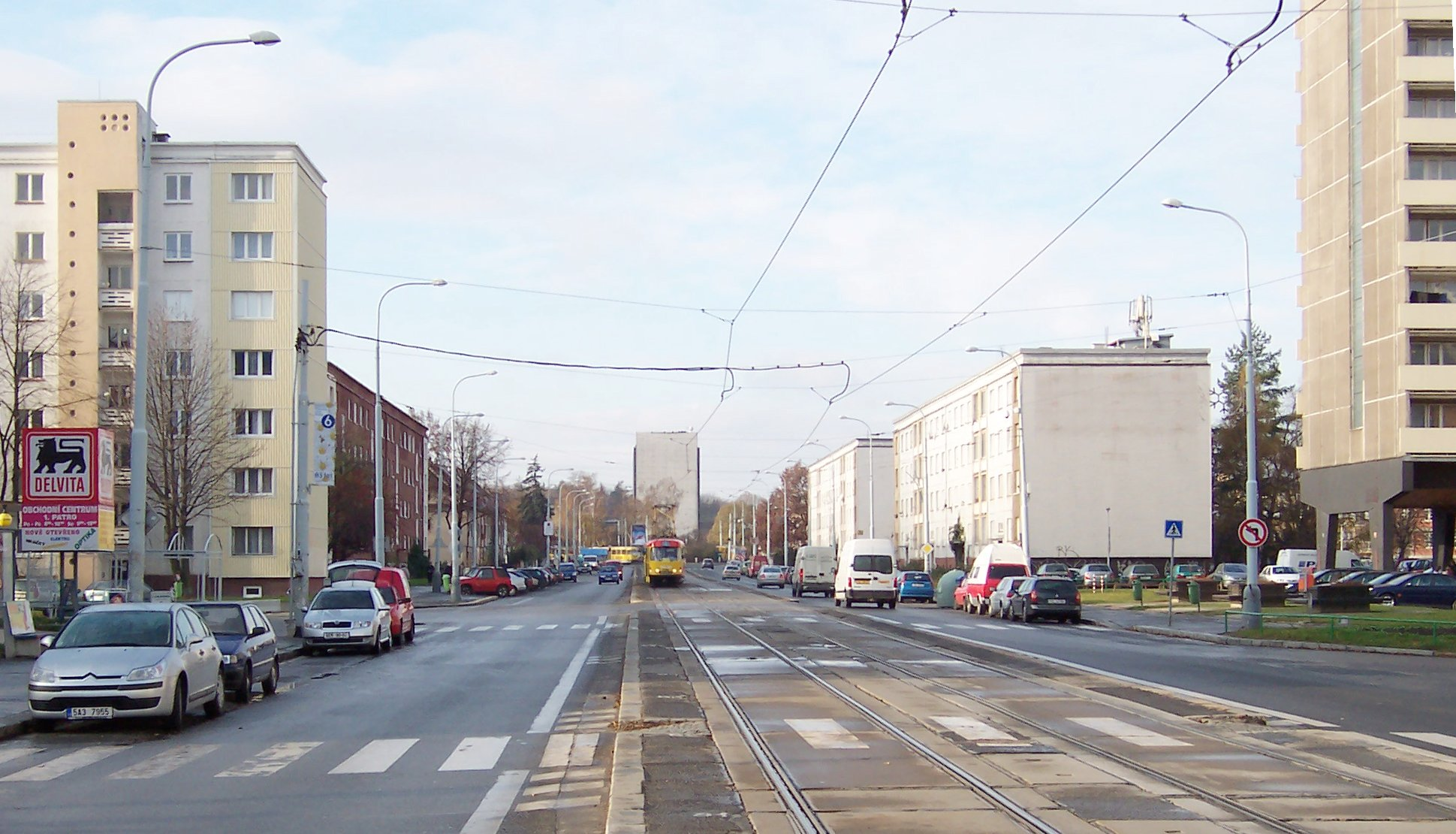
Banlieue à Petřin.

En 1960, une nouvelle sectorisation de la ville est adoptée (de 1 à 10), laquelle est encore largement en place aux débuts du XXIe siècle et quatre villes de banlieue supplémentaires sont absorbées par la métropole. La décennie des années soixante est surtout marquée par un programme de construction massif dans les banlieues où la construction en panneaux préfabriqués fait surnommer les HLM tchécoslovaques panelák (mot construit à partir du mot « panneau »).
En 1968, le Printemps de Prague marque la ville de façon éphémère, il est écrasé en août par les tanks des armées du pacte de Varsovie. L'aéroport de Prague-Ruzyně voit atterrir les avions russes avec des équipements de combat. Les Pragois improvisent une résistance et des combats ont lieu, en particulier autour de la radio-télévision tchécoslovaque et du musée national tout proche. Le XIVe congrès du PCT marque la fin des hostilités, du Printemps de Prague et le début de la normalisation en Tchécoslovaquie. De nombreux habitants fuient ces troubles et ses conséquences, dont 15 000 Juifs émigrant à l'est ou en Israël.

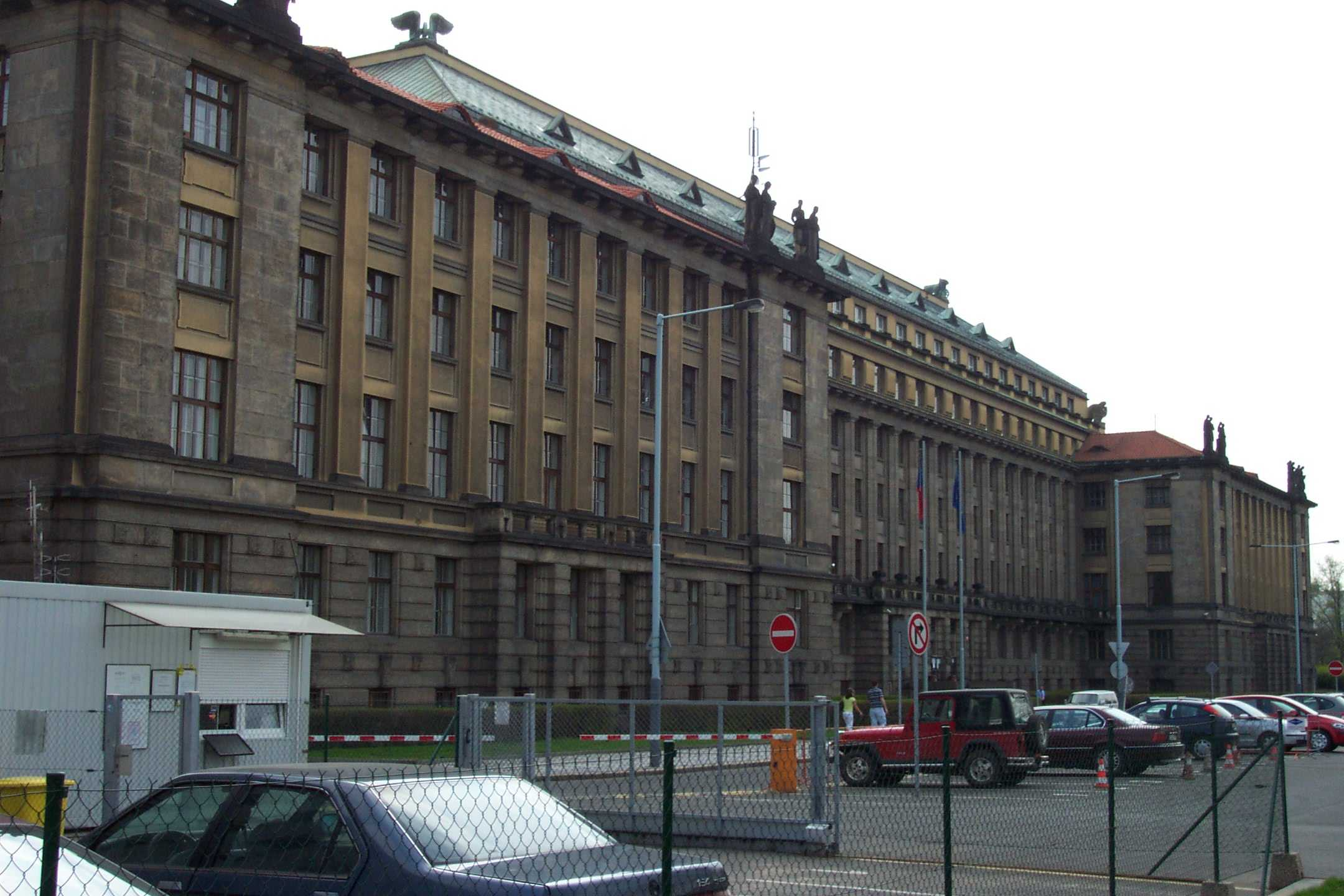
Le siège actuel des Chemins de fer tchèques, anciennement celui du Parti communiste tchécoslovaque.

### Capitale de la République socialiste tchécoslovaque et de la République socialiste tchèque
En 1969, Prague devient la capitale de la République socialiste tchèque, l'une des deux républiques de la République socialiste tchécoslovaque (dont elle reste la métropole) qui se transforme en une fédération sans que son nom, cependant, ne soit changé. Au moment du premier anniversaire de l'invasion des troupes du pacte de Varsovie Jan Palach s'immole par le feu, suivi de peu par Jan Zajíc et E. Plock ; des manifestations éclosent çà et là dans la ville.
Le projet, presque centenaire, du métro de Prague et celui de la magistrála, la voie rapide qui traverse la ville sont mis en œuvre. Le pont de Nusle joint les deux projets en faisant passer le métro sous l'entablement du pont routier.

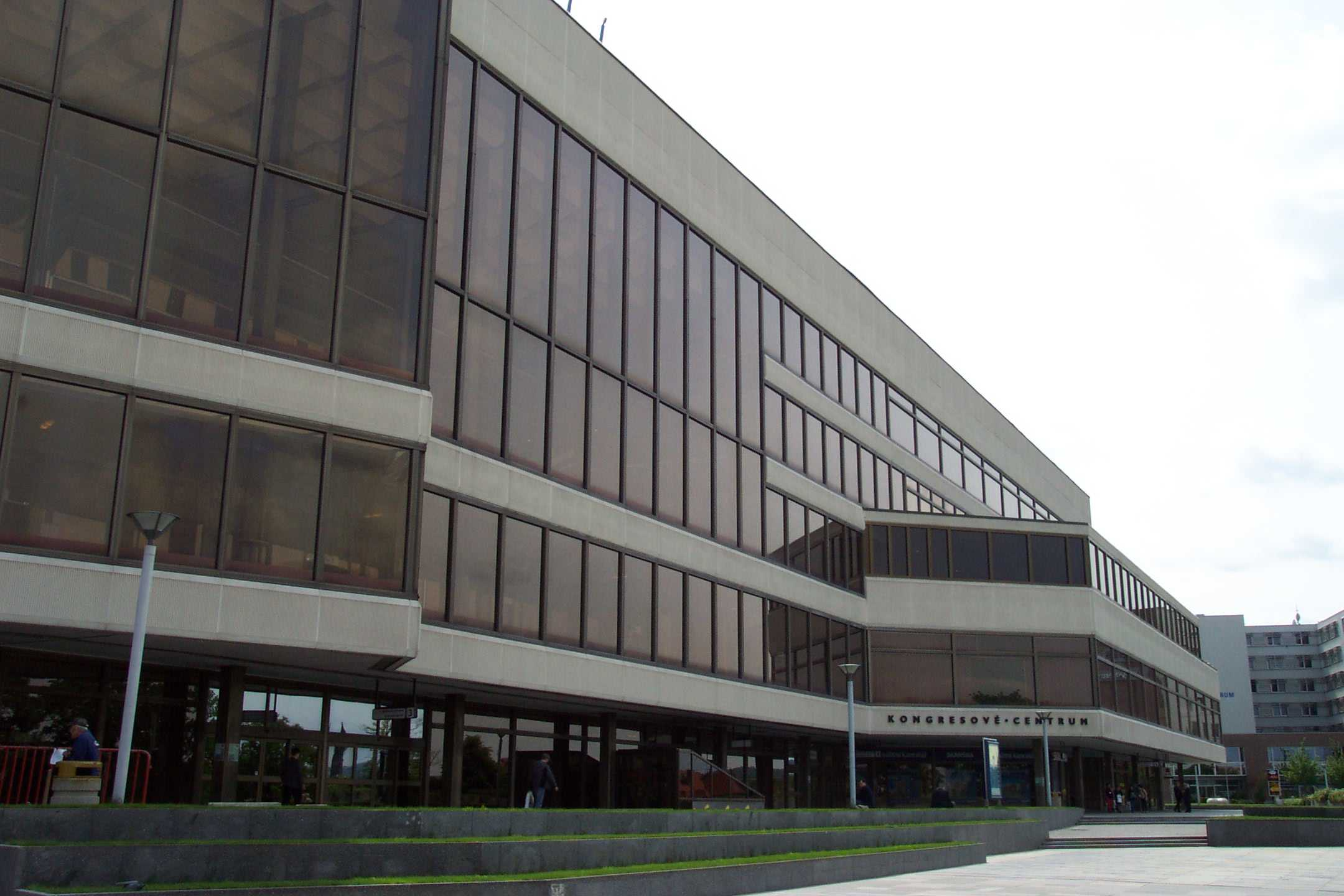
Le palais des congrès (connu sous le communisme comme Palác Kultury, Palais de la culture).

Pendant les années 1980, quelques grands travaux sont néanmoins entrepris pour équiper ou embellir la ville : le théâtre national de Prague est restauré et rouvert en 1983, le palais des congrès ouvre ses portes et le quartier de Pankrác se couvre de tours plus ambitieuses (et plus vides) les unes que les autres. À Žižkov, la tour d'émission de la radio-télévision tchécoslovaque (et de brouillage des stations étrangères) est alors édifiée et reste à ce jour le point culminant de la ville.
Après la révolution de Velours, 1990 marque pour Prague comme pour le reste du pays un grand changement : les signes du pouvoir communiste sont supprimés et le nom de certaines rues, places ou  stations du métro sont changés. Le pape Jean-Paul II et le président George Bush père honorent la ville de leur visite.
En 1992, le centre historique de la ville est inscrit sur la liste du patrimoine mondial.

## Capitale de la République tchèque

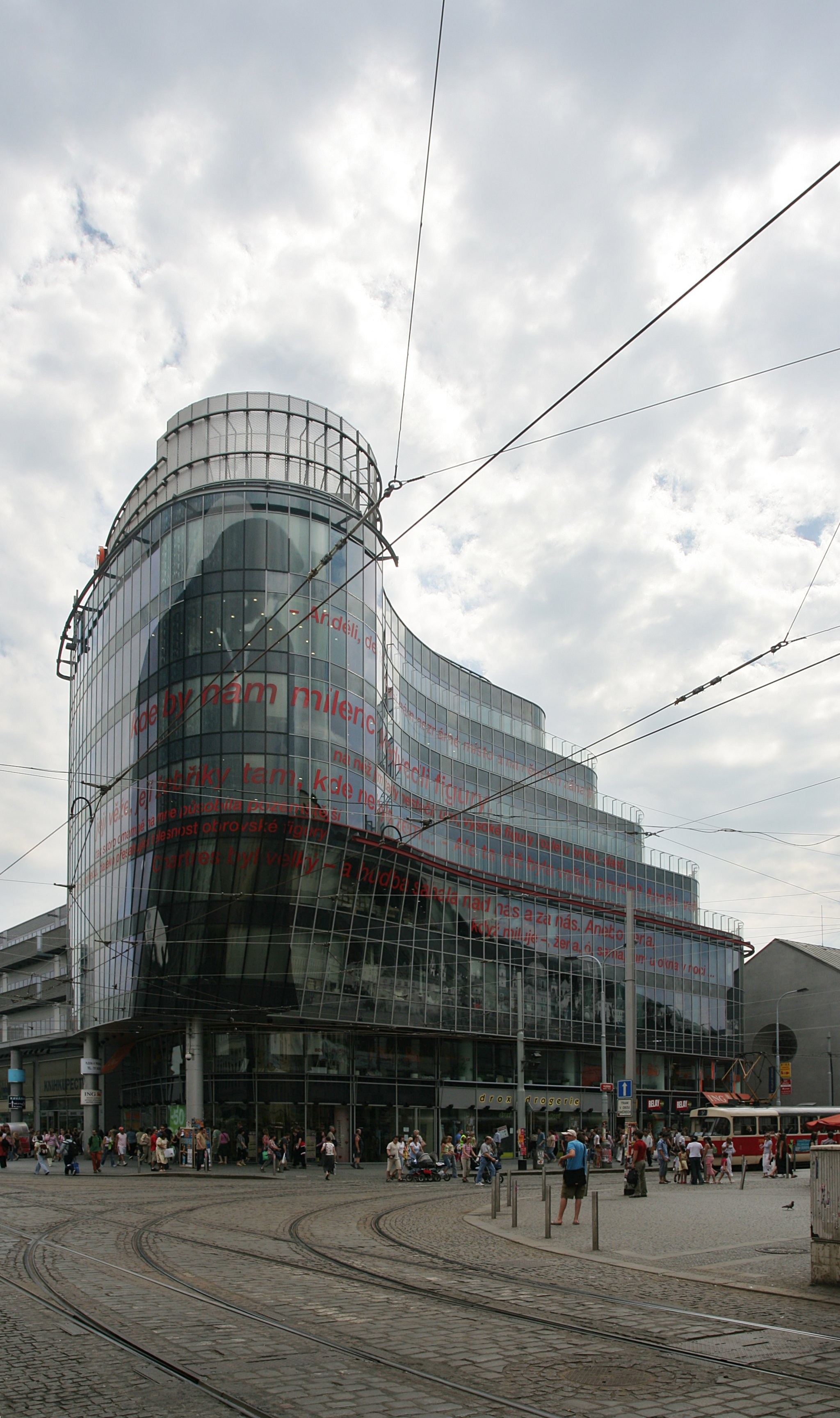
L'immeuble Zlatý Anděl, dans Smíchov par Jean Nouvel.

Au 1er janvier 1993, c'est tout naturellement que Prague devient la capitale de la toute nouvelle République tchèque et le lieu de ses institutions comme la Sněmovna (seule la Cour Suprême est délocalisée vers Brno). La bourse de Prague y ouvre ses portes.
Une réforme administrative, en 1995, définit une nouvelle segmentation des différents arrondissements de la ville qui deviennent plus autonomes. Vers la fin des années 1990, les banlieues voient l'éclosion des premiers centres commerciaux sur le modèle de ceux de l'ouest.
En 2000, Prague est nommée capitale européenne de la culture. En septembre de la même année, le sommet du Fonds monétaire international se réunit au palais des congrès de Prague, ce qui provoque nombre de manifestations de la part des mouvements anti-globalisation (essentiellement étrangers) qui affrontent la police durant toute la semaine. Un an plus tard, en octobre 2001, les chefs d'État de l'Organisation du traité de l'Atlantique nord se réunissent dans la ville, ceci ainsi que le déménagement du siège de Radio Free Europe, entrainent des mesures de sécurité exceptionnelles qui paralysent partiellement la ville.
Des inondations exceptionnelles par leur ampleur, en août 2002, touchent gravement la ville : certains quartiers comme Karlín, Holešovice ou le bas de Malá Strana se voient évacués et se retrouvent sous les eaux. Si le métro de Prague est alors, lui aussi, inondé et mis hors service pour environ six mois, cela a lieu au milieu de la nuit et on ne déplore aucune victime. Par chance également, la Vieille-Ville est protégée par des barrières anti-inondations et, contrairement aux inondations précédentes, reste hors d'atteinte des eaux.
Le Championnat du monde de hockey sur glace 2004 se partage entre Prague et Ostrava, la ville se voit alors dotée d'un nouveau complexe sportif, la Sazka Arena dans Vysočany.

Après l'opération Stolpersteine (pavés commémoratifs) qui rappelle en 2008 les disparus de la Shoah à Prague et d'autres villes, le Musée juif de Prague rénové assure la mémoire (The Precious Legacy (en)).